# Hermée

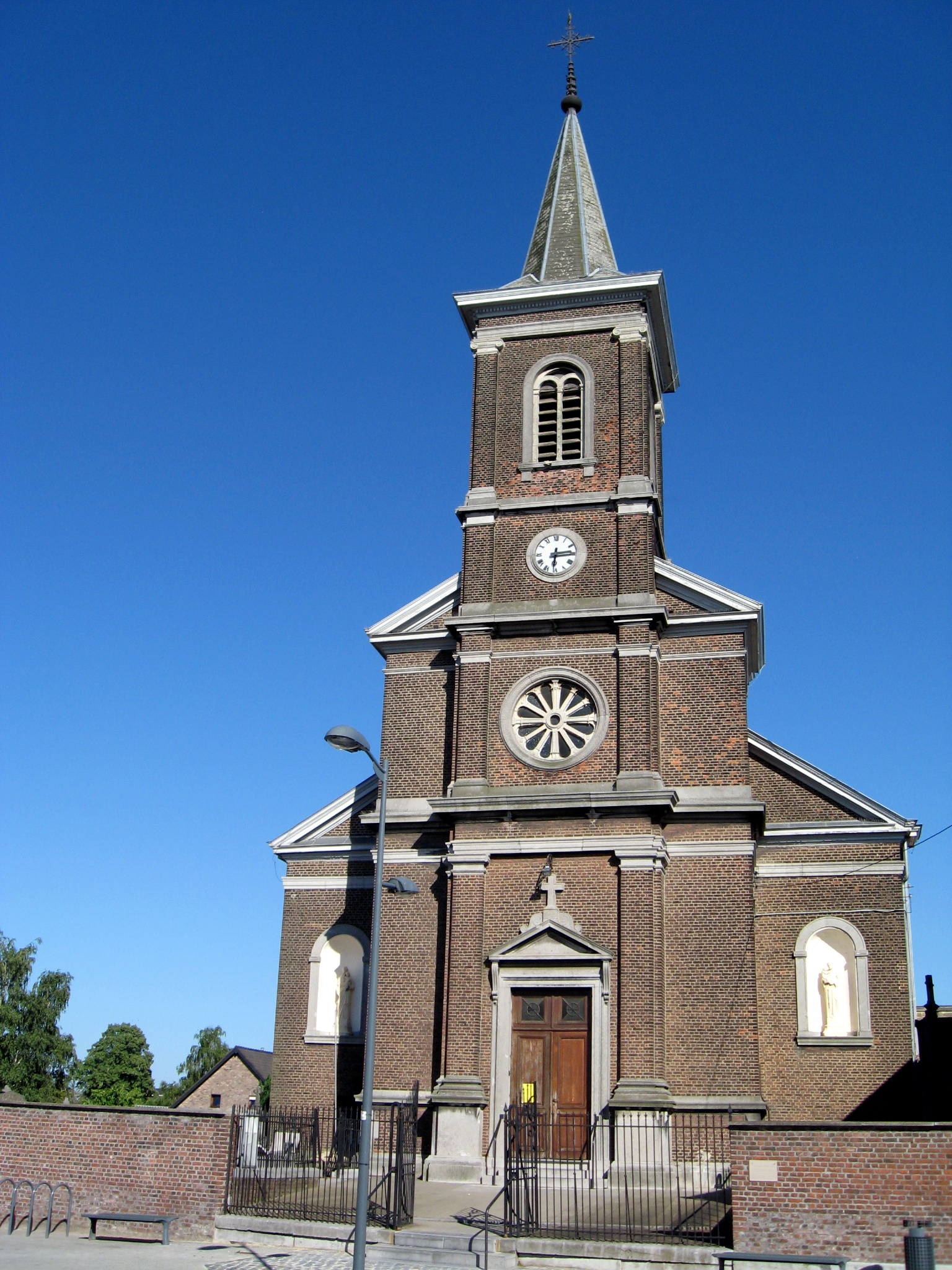
Sint-Jan-de-Doperkerk

Hermée (Waals: Hermêye) is een plaats en deelgemeente in de Belgische provincie Luik. Hermée was tot de gemeentelijke herindeling van 1977 een zelfstandige gemeente en maakt sindsdien deel uit van de gemeente Oupeye.

## Demografische ontwikkeling
- Bronnen:NIS, Opm:1831 tot en met 1970=volkstellingen, 1976= inwoneraantal op 31 december

## Bezienswaardigheden
- De Sint-Jan-de-Doperkerk is een bakstenen neoclassicistisch bouwwerk met geveltoren.
- Watermolens:
  - Moulin de la ferme du Château de Grand Aaz
  - Moulin Loly
  - Moulin Radou
  - Moulin Deuse

## Natuur en landschap
Hermée ligt in het Maasterras op een hoogte van ongeveer 100 meter. Ten westen van Hermée ligt de bron van de Grand Aaz. Hoewel het dorp nog een landelijk karakter heeft zijn ten zuiden van de kern woonwijken verrezen die onmiddellijk aansluiten bij het bedrijventerrein Parc Industriel des Hauts-Sarts en in verband staan met de Luikse agglomeratie. Onmiddellijk in het oosten ligt het verstedelijkte Oupeye dat via de Rue de Wallonie eveneens vrijwel vastgebouwd is aan Hermée.

## Nabijgelegen kernen
Oupeye, Fexhe-Slins, Milmort, Herstal, Vivegnis, Heure-le-Romain